# Dreiband-Weltmeisterschaft 1933

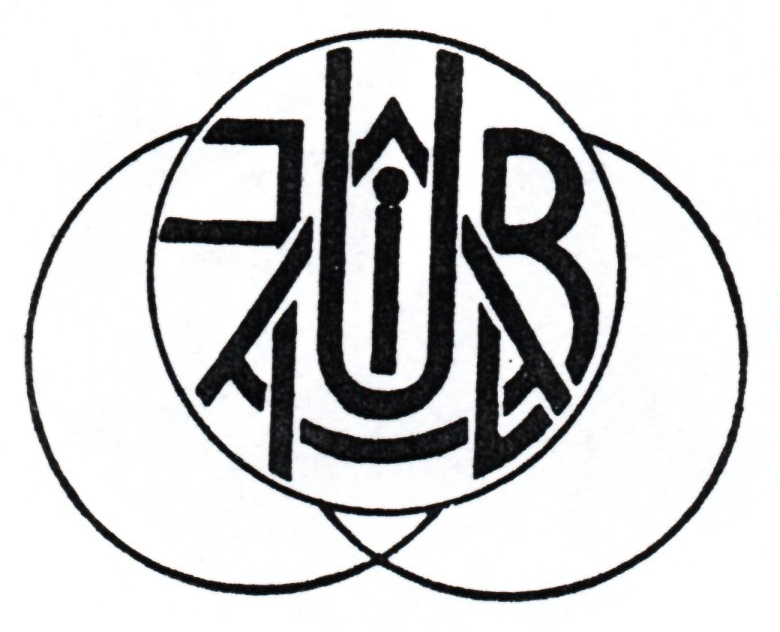
Logo UIFAB (ausrichtender Verband)

Veranstaltungsort: Kairo

Die Dreiband-Weltmeisterschaft 1933 war das sechste Turnier in dieser Disziplin des Karambolagebillards und fand vom 8. bis zum 18. März 1933 in Kairo statt. Es war die erste Dreiband-Weltmeisterschaft außerhalb Europas.

## Geschichte
Ungeschlagen sicherte sich der Niederländer Henk Robijns seinen dritten Weltmeistertitel. Zum ersten Mal seit 1929 waren wieder nur sieben Teilnehmer am Start. Das Niveau der Meisterschaft war nicht sehr hoch. Dennoch stellte der Ägypter Edmond Soussa mit einer Höchstserie von 12 einen neuen Weltrekord auf.

## Modus
Gespielt wurde in einer Finalrunde „Jeder gegen Jeden“ bis 50 Punkte.

## Abschlusstabelle

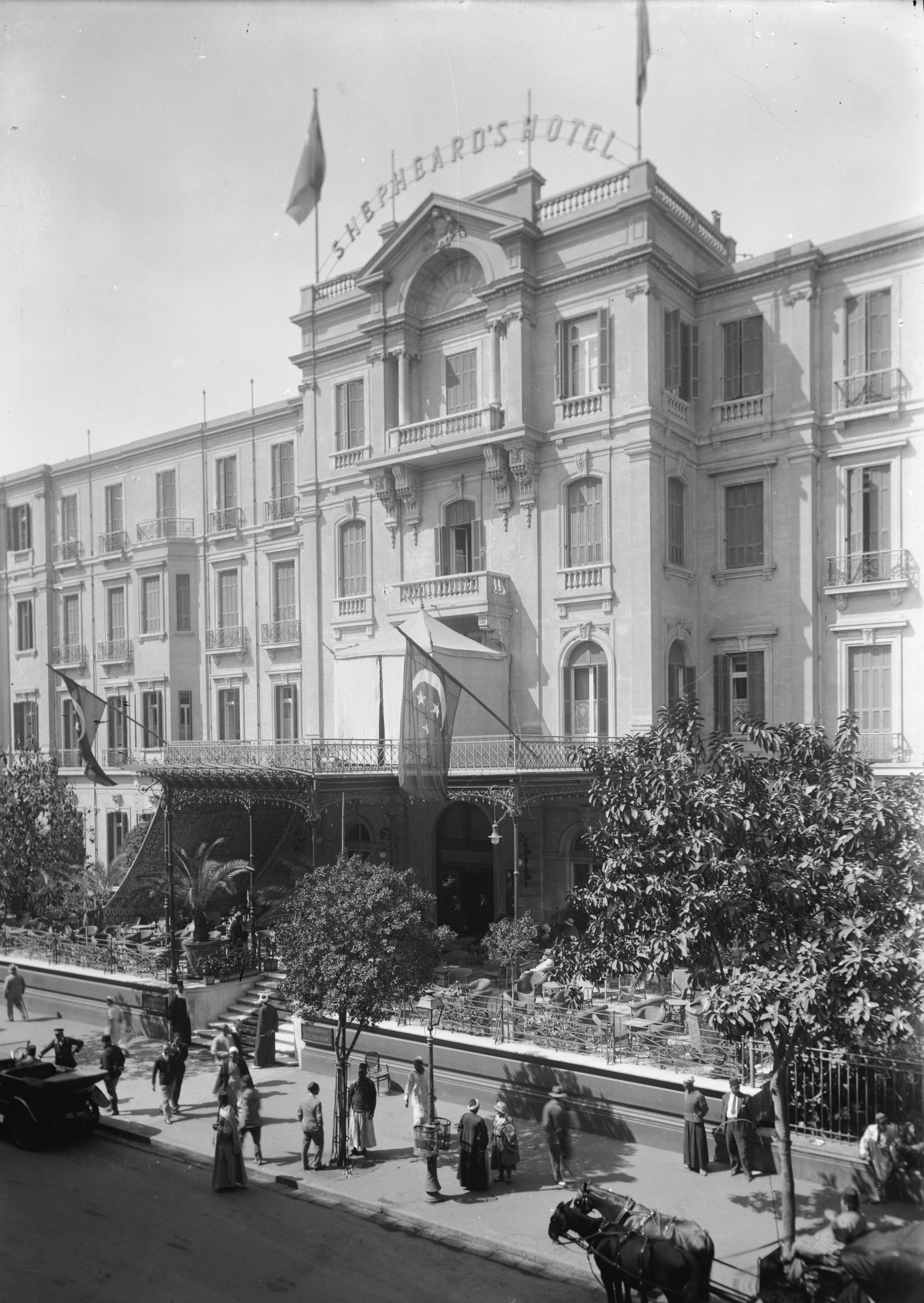
Der Vorgängerbau des heutigen Shepheard Hotel

| MP    | Match Points (Sieger = 2; Unentschieden = 1; Verlierer = 0) |
| Pkte. | Erzielte Karambolagen                                       |
| Aufn. | Benötigte Versuche                                          |
| GD    | Generaldurchschnitt                                         |
| BED   | Bester Einzeldurchschnitt eines Spielers                    |
| HS    | Höchstserie                                                 |
|       | Bester GD des Turniers                                      |
|       | Bester ED des Turniers                                      |
|       | Beste HS des Turniers                                       |
|       | 1. Platz (Gold)                                             |
|       | 2. Platz (Silber)                                           |
|       | 3. Platz (Bronze)                                           |

| Platz                      | Name                 | MP   | Pkte. | Aufn. | GD    | BED   | HS |
| -------------------------- | -------------------- | ---- | ----- | ----- | ----- | ----- | -- |
| 1                          | Henk Robijns         | 12:0 | 300   | 477   | 0,708 | 0,694 | 6  |
| 2                          | Edmond Soussa        | 8:4  | 292   | 492   | 0,593 | 0,847 | 12 |
| 3                          | Claudio Puigvert     | 8:4  | 265   | 484   | 0,547 | 0,769 | 7  |
| 4                          | Michel Kandalaft     | 8:4  | 278   | 517   | 0,537 | 0,666 | 6  |
| 5                          | Alfred Aeberhard     | 4:8  | 245   | 486   | 0,504 | 0,704 | 7  |
| 6                          | Kemal Dramally       | 2:10 | 246   | 529   | 0,465 | 0,467 | 5  |
| 7                          | Elmar Sidney Prather | 0:12 | 189   | 477   | 0,396 | –     | 5  |
| Turnierdurchschnitt: 0,524 |                      |      |       |       |       |       |    |